# Шяуляйский телевизионный завод
Шяуляйский телевизионный завод — предприятие в городе Шяуляй, работавшее с 30 октября 1963 года до 8 сентября 1993 года.

## История
Основан 1 сентября 1961 года по решению Совета Министров СССР. Завод был создан на базе технического отдела велосипедного завода «Вайрас».
Рядом с заводом действовало 13-е ПТУ, готовившее рабочих и технический персонал для завода.

## Продукция
Сначала завод собирал компоненты телевизора «Темп-2» Московского телевизионного завода, позже там же были созданы телевизоры диагональю 43 см «Дубиса», которые после возведения корпуса завода на ул. Гирулю были переименованы в Темп-6.
С 1966 года производился черно-белый 12-канальный телевизор «Таурас» с деревянным корпусом с кинескопом диагональю 59 см (кинескопы производились на паневежской фабрике «Экранас»). С 1970 года выпускается модель «Таурас 202», с 1972 года — 61-сантиметровый телевизор «Таурас 204», с 1978 года — цветной ламповый телевизор диагональю 61 см «Таурас 714-1», 1982—1986 годы — «Таурас 736Д», имевший 12 каналов УКВ и 21-45 каналов ДМВ.
В 1986 году изготовлен цветной «Таурас С-257Д» диагональю 61 см с полупроводниковыми интегральными схемами, в 1987 году — Šilelis C-530D диагональю 42 см с японскими кинескопами Toshiba, в 1987—1989 годах — «Tauras C-276D», в 1989 году — «Tauras 51ТС-311ДИ», в 1992 году — Tauras 51TS-402D Большинство телевизоров, выпускавшихся на фабрике с 1968 года, спроектировали заводские инженеры.
С 1970 года на Шяуляйском телевизионном заводе началось производство телестудийного оборудования и передвижных телевизионных станций (ПТС). Завод стал ведущим разработчиком и производителем этого оборудования на территории СССР. В рамках подготовки к Олимпийским играм в Москве Шяуляйский телевизионный завод совместно с Каунасским радиозаводом изготовил некоторые компоненты телевизионной аппаратуры. Первоначально планировалось, что для трансляции Олимпийских игр в Москве будут использоваться ПТС фирм Thomson и Berliet. В связи с бойкотом многие зарубежные компании отказались поставлять оборудование и некоторые элементы телевизионной инфраструктуры пришлось разрабатывать самостоятельно. В этих условиях завод изготовил и поставил для трансляции Игр около 40 ПТС «Магнолия». Также на заводе изготавливали аппаратно-студийные блоки (АСБ).
В 1988 году была создана телестудия завода, на базе которой 29 июля 1991 года была создана телекомпания Šiaulių televizija, которая 19 марта 1992 года показала зрителям первую передачу.
После провозглашения Литвой независимости поставки комплектующих из СССР прекратились. После банкротства компании в 1993 году на базе ее мастерских было создано 12 различных частных компаний. Производство телевизоров с 1994 года до 2015 года продолжалось в цехе № 13 под юридическим лицом UAB «Šiaulių tauro televizoriai».

## Соцкультбыт
На предприятии издавалась внутризаводская газета «Жидрасис экранас» (с лит. — «Голубой экран»), действовали мужской хор «Таурас», женский хор, национальные танцевальные, творческие и спортивные кружки. В 1976 году построен спортзал, Дворец спорта «Шяуляй», позже — заводская поликлиника.

## Директора
- С 26 марта 1962 года по 1985 г. — Повилас Моркунас (1932-2017)[2]
- 1985—1992 гг. — Витаутас Юшкус, 1944 г. р.